# Job Cohen
Marius Job Cohen (Haarlem, 18 oktober 1947) is een Nederlands voormalig politicus en bestuurder. Cohen was van 2014 tot en met 2018 hoogleraar aan de Universiteit Leiden in gemeenterecht en gemeentekunde: hij bekleedde de zogenaamde Thorbecke-leerstoel. Cohen was burgemeester van Amsterdam van 15 januari 2001 tot en met 12 maart 2010. Bij de Partij van de Arbeid was hij van 25 april 2010 tot en met 20 februari 2012 politiek leider. Hij was van 10 juni 2010 tot en met 28 februari 2012 lid van de Tweede Kamer en tot en met 20 februari 2012 PvdA-fractievoorzitter.
Cohen bracht zijn middelbareschooltijd door op het Stedelijk Gymnasium Haarlem en voltooide in 1971 zijn rechtenstudie aan de Rijksuniversiteit Groningen. Hij werkte daarna circa twaalf jaar bij de Universiteit Maastricht, waar hij de rechtenfaculteit opzette, hoogleraar methoden en technieken werd en later rector magnificus.
In 1993 werd hij voor korte tijd staatssecretaris van Onderwijs in het kabinet-Lubbers III. Vanaf 1994 zat hij in de Eerste Kamer en in 1998 werd hij in het kabinet-Kok II wederom staatssecretaris, ditmaal van Justitie. Eind 2000 trad hij terug als staatssecretaris, om begin 2001 aan te treden als burgemeester van de gemeente Amsterdam. Op 12 maart 2010 werd bekend dat Cohen zich na het vertrek van PvdA-partijleider Wouter Bos kandidaat stelde als nieuwe PvdA-partijleider. Hij trad terstond terug als burgemeester. Op 25 april 2010 werd Cohen bij enkelvoudige kandidaatstelling verkozen. Op 20 februari 2012 gaf hij zijn functie als fractievoorzitter en politiek leider van de PvdA op. Tegelijkertijd maakte hij zijn vertrek uit de Tweede Kamer bekend. Dat vond plaats op 28 februari 2012, de eerste dag dat de Tweede Kamer na het krokusreces bijeenkwam.

## Leven
Cohen is de tweede zoon van Dolf Cohen en Hetty Koster, beiden historici. Zijn ouders waren vrijzinnig-joods. Ze verloofden zich in 1940, maar moesten apart van elkaar onderduiken en zagen elkaar pas terug na de Tweede Wereldoorlog. Cohens grootouders van vaderszijde kwamen in de oorlog om in concentratiekamp Bergen-Belsen. Hij groeide op in Heemstede en doorliep het Stedelijk Gymnasium Haarlem van 1960 tot 1966. Zijn vader was in die tijd hoogleraar en later rector magnificus aan de Leidse universiteit. Cohen werd op 1 september 1967 lid van de Partij van de Arbeid en vervulde tal van bestuursfuncties in de partijorganisatie.

### Academische loopbaan
Cohen studeerde rechten aan de Rijksuniversiteit Groningen van 1966 tot 1971. Gedurende zijn studie was hij actief lid van het Groninger Studenten Corps "Vindicat atque Polit" en het Groninger Studentenmuziekgezelschap "GSMG Bragi". Hij was bij Vindicat redacteur van de Groninger Studenten Almanak. Van 1 september 1971 tot 1 september 1981 was hij wetenschappelijk medewerker bij het Bureau Onderzoek van Onderwijs aan de Rijksuniversiteit Leiden. In juni 1981 promoveerde hij aan deze universiteit in de rechtsgeleerdheid op het onderwerp "studierechten in het wetenschappelijk onderwijs".
Cohen was vanaf 1 september 1981 verbonden aan de Universiteit Maastricht, als wetenschappelijk hoofdmedewerker, en voorzitter van de commissie die de oprichting van een juridische faculteit voorbereidde. Op 1 september 1983 werd Cohen hoogleraar methoden en technieken aan de juridische faculteit; per 1 januari 1991 was hij tevens rector magnificus.

### Staatssecretariaat
Op 2 juli 1993 werd hij staatssecretaris van Onderwijs in het kabinet-Lubbers III, toen Jacques Wallage na de val van Elske ter Veld doorschoof naar Sociale Zaken. Een jaar later liep de termijn van dit ministerie af en Job Cohen keerde terug op zijn post in Maastricht. Wel hield hij als lid van de Eerste Kamer voeling met het landsbestuur.
Cohen begon een sabbatsjaar op 1 januari 1998, maar nam reeds in februari van dat jaar een functie op zich: hij werd interim-directeur van de VPRO, tot 15 augustus van dat jaar. Op 3 augustus zegde hij zijn lidmaatschap van de Eerste Kamer op omdat hij staatssecretaris van Justitie werd in het kabinet-Kok II, voornamelijk voor Vreemdelingenzaken. In die hoedanigheid was hij verantwoordelijk voor de nieuwe Vreemdelingenwet, die de toelating van vluchtelingen moest beperken tot de "echte gevallen".

### Burgemeesterschap

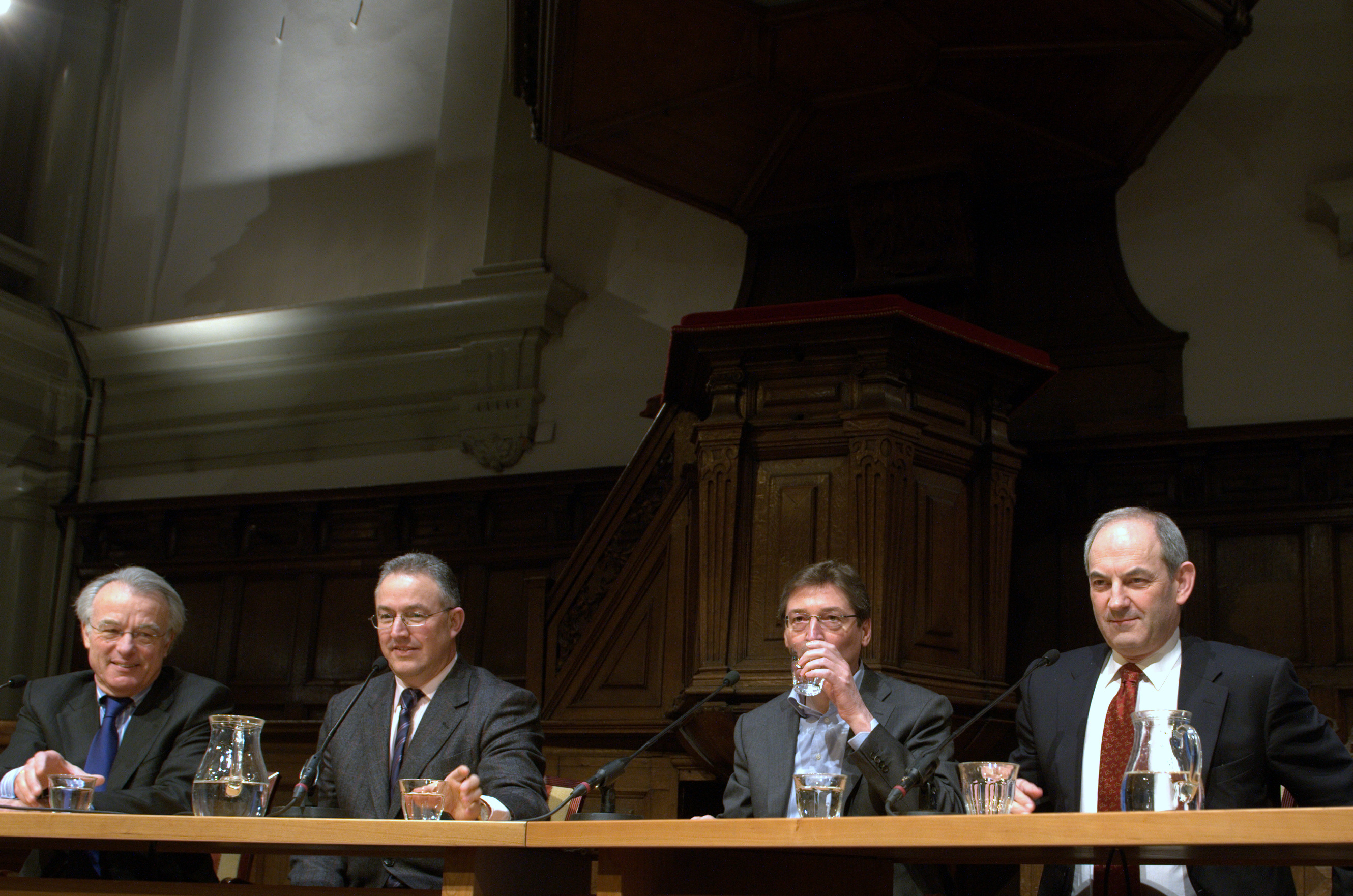
Cohen bij het burgemeestersdebat tussen de 4 grote steden

Eind 2000 werd bekend dat Cohen Schelto Patijn zou opvolgen als burgemeester van de gemeente Amsterdam. Op 31 december 2000 trad hij terug als staatssecretaris, om op 15 januari 2001 benoemd te worden als burgemeester. "Persoonlijk hoogtepunt", heel vroeg in zijn burgemeesterschap, was het sluiten van het eerste homohuwelijk op 1 april 2001. Een belangrijke feestelijke gebeurtenis was het burgerlijk huwelijk van kroonprins Willem-Alexander en prinses Máxima, dat Cohen op 2 februari 2002 in de grote zaal van de Beurs van Berlage sloot.
Op 26 november 2002 sprak Cohen in het groot auditorium van de Universiteit Leiden de Cleveringa-lezing uit.
Bij de Tweede Kamerverkiezingen 2003 werd Cohen door de PvdA gevraagd om minister-president te worden als de PvdA als winnaar van de verkiezingen uit de bus zou komen. Dat gebeurde echter niet en Cohen bleef aan als burgemeester.
Een dieptepunt was de moord op Theo van Gogh, op 2 november 2004. Cohen sprak 's avonds tijdens een herdenkingsmanifestatie op de Dam, hoewel de columnist bij leven vaak felle kritiek had geuit op Cohen. Bij de uitvaartdienst enkele dagen later was Cohen in eerste instantie niet uitgenodigd, maar hij kreeg na overleg met de familie van Van Gogh een plek achter in de zaal.
Op 27 januari 2006 maakte Cohen bekend beschikbaar te zijn voor een tweede termijn als burgemeester van Amsterdam. De gemeenteraad van Amsterdam nomineerde Cohen voor deze tweede termijn.
Cohen eindigde in 2006 als tweede bij de World Mayor Award 2006, na John So van Melbourne.

### Politiek leider PvdA

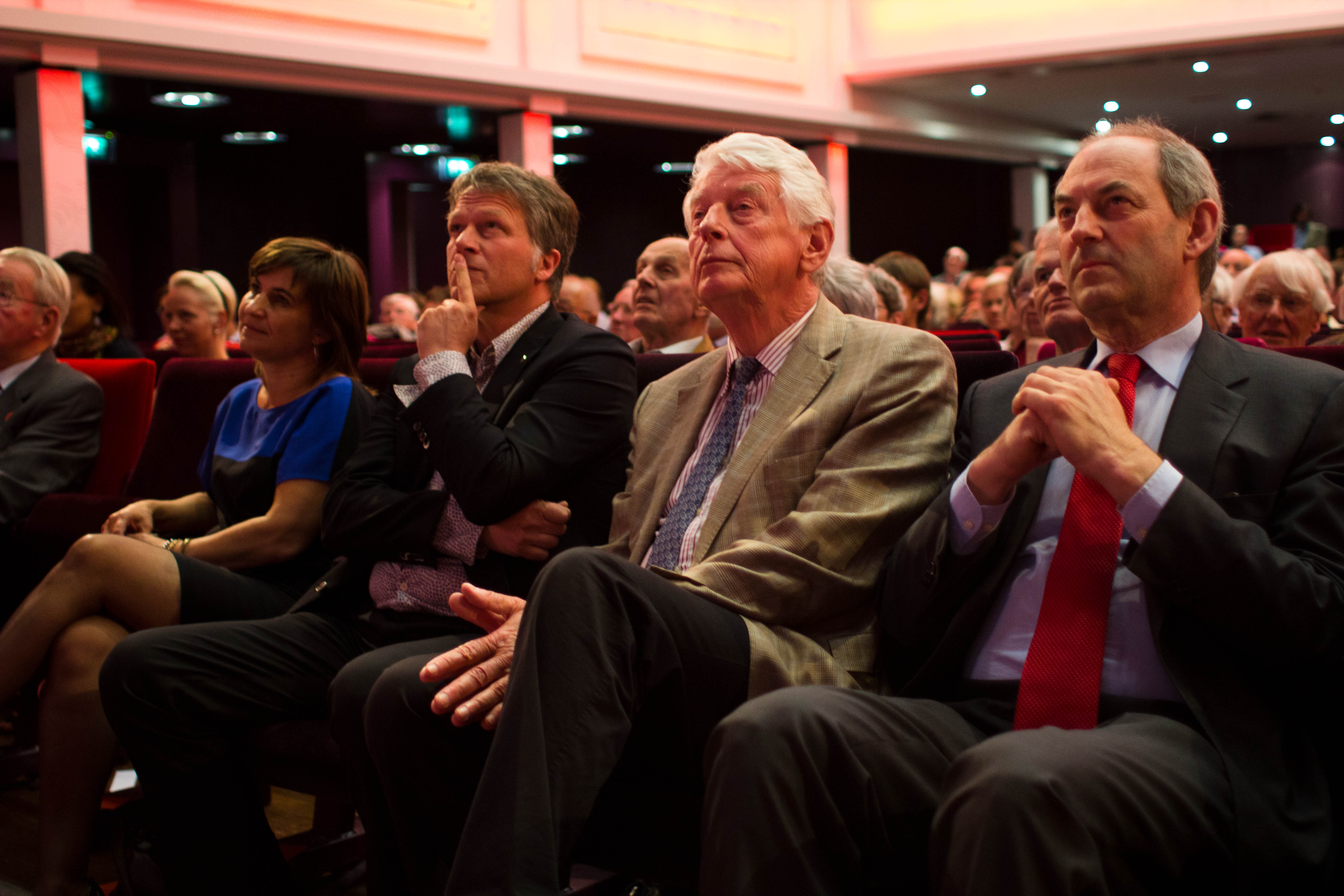
Wouter Bos, Wim Kok en Job Cohen in 2011, op de 65e verjaardag van de PvdA

Op 12 maart 2010 stelde Cohen zich tijdens een persconferentie officieel kandidaat voor het lijsttrekkerschap van de PvdA. Dit deed hij nadat Wouter Bos zich had teruggetrokken en Cohen naar voren schoof als opvolger. Cohen kondigde aan per direct zijn functie als burgemeester van Amsterdam neer te leggen. Omdat Cohen hiermee ook kandidaat was voor de functie van minister-president werden nog dezelfde dag twee peilingen gehouden waaruit bleek dat hij onder het Nederlandse electoraat favoriet was als toekomstig minister-president. Volgens de peiling van het Opiniepanel van EenVandaag kreeg Cohen 52 procent, op afstand volgden Balkenende en Wilders met respectievelijk 17 en 15 procent. De cijfers van Maurice de Hond waren als volgt, Cohen 55 procent, Balkenende 25, Wilders 17. Maurice de Hond deed voorts een peiling naar de positie van de politieke partijen tegen het licht van de Tweede Kamerverkiezingen 2010 van 9 juni 2010. De PvdA bleek door de komst van Cohen met twaalf zetels gestegen in de peilingen naar 27 zetels, waardoor de PvdA op 14 maart 2010 in de peilingen de grootste partij van Nederland was.
Na de Tweede Kamerverkiezingen 2010 behaalde de PvdA 30 zetels, één zetel minder dan de grootste partij, de VVD van Mark Rutte. Hierdoor was het niet aan de PvdA om als eerste coalitieonderhandelingen te starten. Nadat gesprekken voor een centrumrechts kabinet waren vastgelopen, werd er onderhandeld over een zogenaamd paars-plus kabinet, met VVD, PvdA, D66 en GroenLinks. Deze formatiepoging mislukte, waarna nog geprobeerd werd een centrum kabinet van VVD, PvdA en CDA te formeren. Ook deze poging mislukte omdat Cohen geen heil zag in deze samenwerking. Cohen wilde dit alleen als D66 en GroenLinks zouden aanschuiven, maar die voelden daar niets voor. Onder informateur Ruud Lubbers werd gezocht naar een coalitie bestaande uit VVD, PVV en CDA. Deze poging was succesvol en voor VVD-leider Rutte was dit nu nog de enige optie. Rutte gaf aan dat Cohen "krokodillentranen huilde" en dat hij "de vroedvrouw van het minderheidskabinet" was. Cohen ontkende dit en gaf aan dat Rutte aan zijn eigen "piketpalen" vasthield en steeds te kennen gaf dat een coalitie met de PVV en het CDA voor hem de voorkeur had. Het kabinet-Rutte I werd beëdigd op 14 oktober 2010, bestaande uit de VVD en het CDA, met gedoogsteun van de PVV. Hiermee werd de PvdA onder leiding van Cohen de grootste oppositiepartij in het parlement.

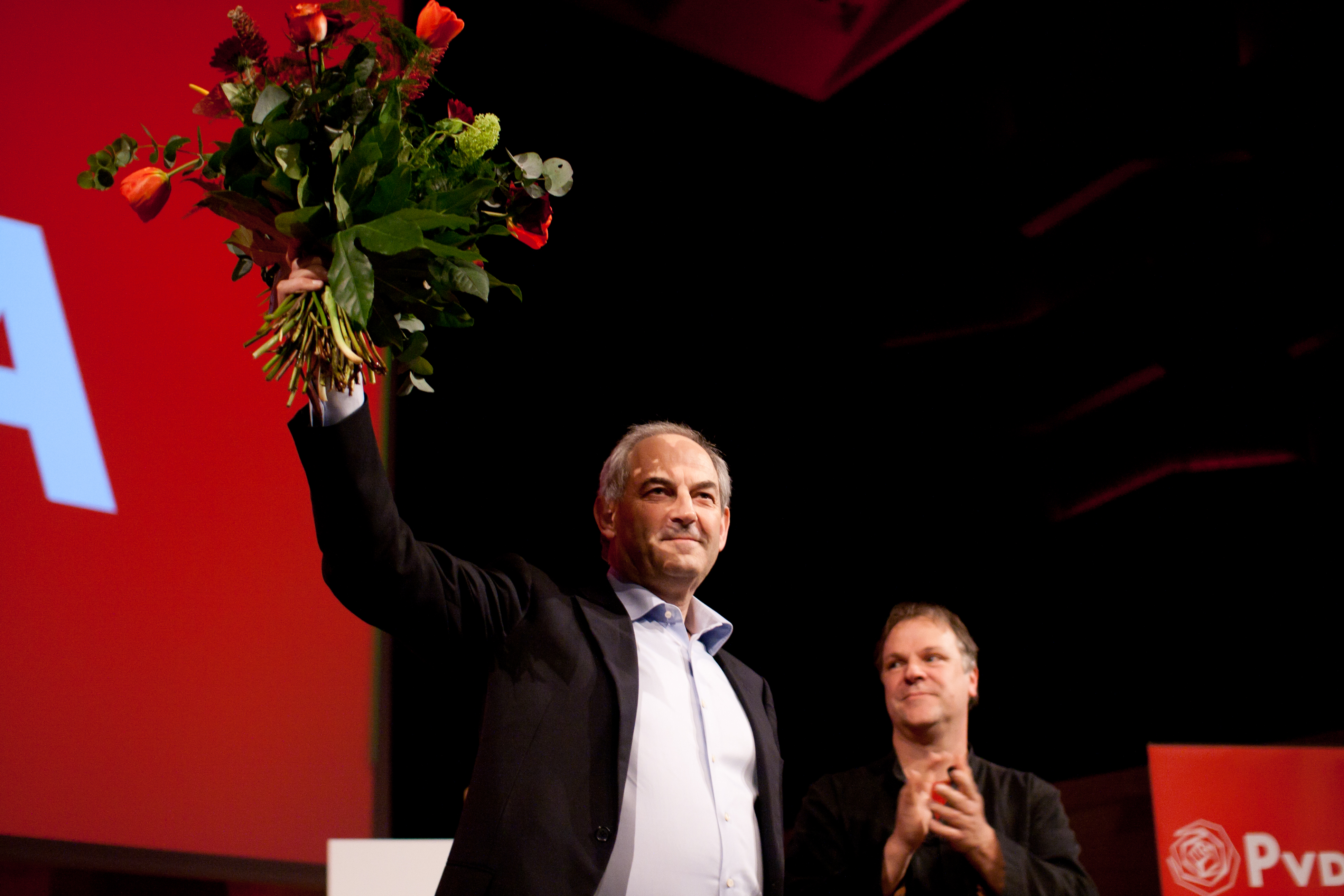
Afscheid van Cohen bij het partijcongres na het partijleiderschapsreferendum

Op 20 februari 2012 legde Cohen zijn functies als partijleider en fractievoorzitter neer. Als reden gaf hij: “Bijna twee jaar geleden heb ik de overstap naar de landelijke politiek gemaakt omdat ik vanuit die positie wilde bijdragen aan een fatsoenlijke samenleving, waarin zo veel mogelijk mensen – ongeacht hun afkomst of achtergrond – tot hun recht komen. Ik moet helaas vaststellen dat ik er onvoldoende in ben geslaagd om in de politieke en media werkelijkheid van ‘Den Haag’ de weg naar deze fatsoenlijke samenleving geloofwaardig over het voetlicht te brengen". Op 28 februari 2012 verliet hij de Tweede Kamer. Voor zijn opvolging als partijleider werd een referendum uitgeschreven.

### Na de Tweede Kamer
Cohen was voorzitter van een commissie die de rellen op 21 september 2012 in Haren naar aanleiding van een oproep tot een Project X-feest onderzocht.
In januari 2013 werd Cohen voorzitter van de Raad van Toezicht van de OBA. Op 26 maart 2014 werd hij benoemd tot bijzonder hoogleraar gemeenterecht/gemeentekunde aan de Universiteit van Leiden, waar hij de Thorbecke-leerstoel bekleedt. Deze aanstelling richt zich met name op wetenschappelijk onderwijs en onderzoek op het gebied van lokaal bestuur. Op 1 mei 2014 werd hij voorzitter van Stichting voor Vluchteling Studenten UAF, een stichting die hoger opgeleide vluchtelingen ondersteunt bij studie en werk in Nederland. Bij de Waterschapsverkiezingen 2015 werd Cohen verkozen in het waterschap. Cohen besloot echter om geen zitting te nemen in het waterschap.
Verder is Cohen ook voorzitter van Cedris, lid van het comité van aanbeveling Ronald McDonald VU Huis/Kinderstad, ambassadeur van het Ronald McDonald Centre Only Friends en lid van het comité van aanbeveling van G.S.M.G. Bragi.
Vanaf begin 2019 was Cohen voorzitter van een commissie ingesteld door de Nederlandse Spoorwegen die moest bepalen of en welke vergoeding de NS moest betalen aan mensen (of aan de nabestaanden van mensen) die in de Tweede Wereldoorlog met NS-treinen naar concentratiekampen waren vervoerd (de zogenoemde Commissie Individuele Tegemoetkoming Slachtoffers WOII Transporten NS).
Sinds 2022 is Cohen naast de PvdA tevens lid van GroenLinks, om een samenwerking of fusie tussen de twee partijen te steunen.

## Kritiek
Cohen is vaak verweten als burgemeester een softe aanpak voor te staan, en daardoor de criminaliteit en overlast van jongeren in zijn stad op zijn beloop te laten. Op 2 mei 2006 stelde minister Rita Verdonk bijvoorbeeld dat Amsterdam een bananenrepubliek lijkt te worden, waarbij ze verwees naar criminele afrekeningen in de stad, overlast van jongeren en het veiligheidsbeleid in het algemeen. Op 13 mei 2006 bleek echter uit de jaarlijkse Misdaadmeter van het Algemeen Dagblad dat Amsterdam het niet slecht deed op het gebied van veiligheid en criminaliteitsbestrijding, onder andere door een gerichte aanpak om veelplegers van straat te halen. Cohen zei hierover: "Ik heb altijd gezegd dat het een aanpak van hard én zacht is, maar op de een of andere manier blijft alleen het sociale deel hangen. Dat moet dan maar. Het is natuurlijk wel zo dat je beter kan voorkomen dat mensen afglijden en in die probleemgroep komen, dan dat je ze eruit moet halen."
Als politiek leider van de PvdA is Cohen vaak gebrek aan leiderschap verweten, ook uit zijn eigen partij. Uit een peiling van Maurice de Hond bleek dat de Nederlandse bevolking vooral SP-leider Emile Roemer als oppositieleider zag, gevolgd door D66-voorman Alexander Pechtold.

## Persoonlijk
Op 2 juni 1972 trouwde hij in Groningen met Lidie Lodeweges. Zij kregen twee kinderen: een zoon in 1980 en een dochter in 1983. Zijn vrouw leed jarenlang aan multiple sclerose en overleed in augustus 2015. Op 6 januari 2016 maakte Cohen bekend "al enige tijd" een nieuwe relatie te hebben. Hij trouwde op 30 augustus 2016 met zijn vriendin Anjes van der Linden.
Zijn oudere broer Floris Cohen is wetenschapshistoricus.

## Televisie
- Job Cohen heeft meegespeeld in de laatste aflevering van Baantjer (De Cock en de onzichtbare moordenaar). Hij speelde daarin zichzelf (als burgemeester van Amsterdam) en reikte aan commissaris Buitendam (Serge-Henri Valcke) een eremedaille uit.
- Sinds september 2018 spreekt hij het commentaar in bij de animatiefilmpjes van de BNNVARA-kennisquiz 2 voor 12 als opvolger van Joop van Zijl.[26]

## Prijzen en waarderingen voor Job Cohen
- Burgerschapsprijs, 9 november 2005: (“een erkenning voor personen en organisaties die zich inzetten voor een open, democratische en tolerante samenleving”), die dit jaar “voor de eerste maal” werd uitgereikt. Door de Belgische stichting P&V (“Kruispunt van solidariteit, emancipatie en burgerzin”).
- Philadelphia Award van de stichting Philadelphia Zorg in Nunspeet.
- De Grootmeesters, eenmalig tv-programma. Marcel van Dam laat de 'Beste burgemeester' kiezen uit een setje van drie.
- "Beste Burgemeester Van De Afgelopen 25 Jaar" 2005, door Binnenlands Bestuur.
- Held van Europa door Time Magazine.
- 5 december 2006 werd Cohen uitgeroepen tot op een na beste burgemeester ter wereld (zie World Mayor).
- Eredoctoraat van de Radboud Universiteit Nijmegen.